# Saint-Pierre-du-Jonquet
Saint-Pierre-du-Jonquet est une commune française, située dans le département du Calvados en région Normandie, peuplée de 291 habitants.

## Géographie

### Localisation
| Troarn   | Saint-Samson, Hotot-en-Auge | Hotot-en-Auge, Saint-Ouen-du-Mesnil-Oger |
| Janville | Saint-Pierre-du-Jonquet     | Saint-Ouen-du-Mesnil-Oger                |
| Argences | Argences                    | Saint-Ouen-du-Mesnil-Oger                |

### Hydrographie
La commune est située dans le bassin Seine-Normandie. Elle est drainée par la Dives, la Tranchée, la Muance, le canal du Domaine, un bras de la Dives, la Vieille Rivière, des bras du Grand Canal, un bras 01 de la commune de Saint-Ouen-du-Mesnil-Oger et divers autres petits cours d'eau,.
La Dives, d'une longueur de 105 km, prend sa source dans la commune de Gouffern en Auge et se jette  dans la baie de Seine en limite de Cabourg et de Dives-sur-Mer, après avoir traversé 34 communes. 
La Muance, d'une longueur de 19 km, prend sa source dans la commune de Saint-Sylvain et se jette  dans la Dives à Troarn, après avoir traversé sept communes. 

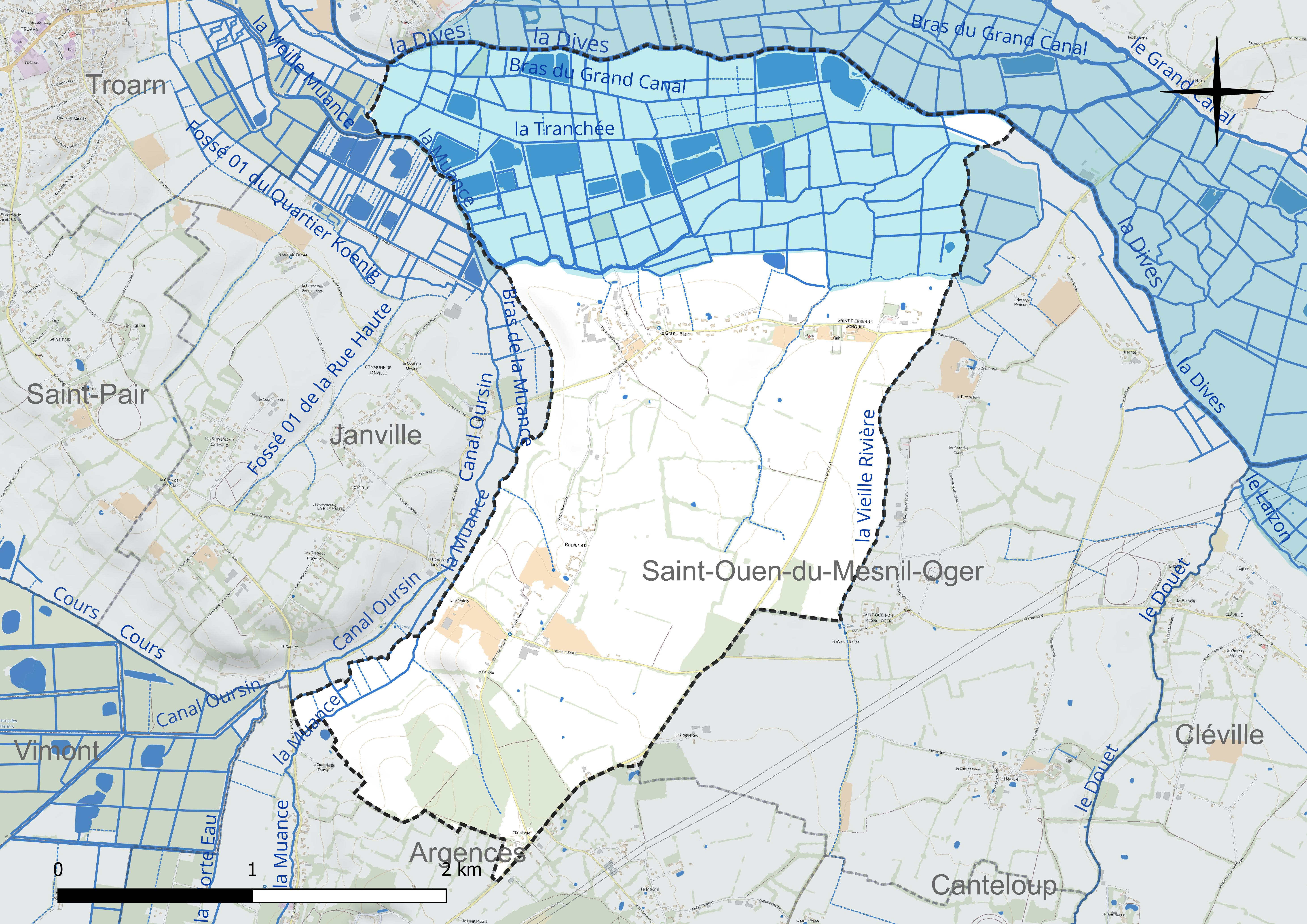
Réseau hydrographique de Saint-Pierre-du-Jonquet.

### Climat
Pour des articles plus généraux, voir Climat de la Normandie et Climat du Calvados.
En 2010, le climat de la commune est de type climat océanique altéré, selon une étude du CNRS s'appuyant sur une série de données couvrant la période 1971-2000. En 2020, Météo-France publie une typologie des climats de la France métropolitaine dans laquelle la commune est exposée à un climat océanique et est dans la région climatique  Normandie (Cotentin, Orne), caractérisée par une pluviométrie relativement élevée (850 mm/a) et un été frais (15,5 °C) et venté. Parallèlement le GIEC normand, un groupe régional d'experts sur le climat, différencie quant à lui, dans une étude de 2020, trois grands types de climats pour la région Normandie, nuancés à une échelle plus fine par les facteurs géographiques locaux. La commune est, selon ce zonage, exposée à un « climat des plateaux abrités », correspondant à la plaine agricole de Caen à Falaise, sous le vent des collines de Normandie et proche de la mer, se caractérisant par une pluviométrie et des contraintes thermiques modérées.
Pour la période 1971-2000, la température annuelle moyenne est de 10,8 °C, avec une amplitude thermique annuelle de 11,9 °C. Le cumul annuel moyen de précipitations est de 668 mm, avec 11,7 jours de précipitations en janvier et 7,6 jours en juillet. Pour la période 1991-2020, la température moyenne annuelle observée sur la station météorologique la plus proche, située sur la commune d'Argences à 5 km à vol d'oiseau, est de 11,6 °C et le cumul annuel moyen de précipitations est de 742,9 mm,. Pour l'avenir, les paramètres climatiques de la commune estimés pour 2050 selon différents scénarios d'émission de gaz à effet de serre sont consultables sur un site dédié publié par Météo-France en novembre 2022.

## Urbanisme

### Typologie
Au 1er janvier 2024, Saint-Pierre-du-Jonquet est catégorisée commune rurale à habitat dispersé, selon la nouvelle grille communale de densité à 7 niveaux définie par l'Insee en 2022.
Elle est située hors unité urbaine. Par ailleurs la commune fait partie de l'aire d'attraction de Caen, dont elle est une commune de la couronne,. Cette aire, qui regroupe 296 communes, est catégorisée dans les aires de 200 000 à moins de 700 000 habitants,.

### Occupation des sols
L'occupation des sols de la commune, telle qu'elle ressort de la base de données européenne d'occupation biophysique des sols Corine Land Cover (CLC), est marquée par l'importance des territoires agricoles (88,4 % en 2018), une proportion sensiblement équivalente à celle de 1990 (88,9 %). La répartition détaillée en 2018 est la suivante : 
prairies (61,8 %), terres arables (26,6 %), zones humides intérieures (7,1 %), forêts (4,6 %). L'évolution de l'occupation des sols de la commune et de ses infrastructures peut être observée sur les différentes représentations cartographiques du territoire : la carte de Cassini (XVIIIe siècle), la carte d'état-major (1820-1866) et les cartes ou photos aériennes de l'IGN pour la période actuelle (1950 à aujourd'hui).

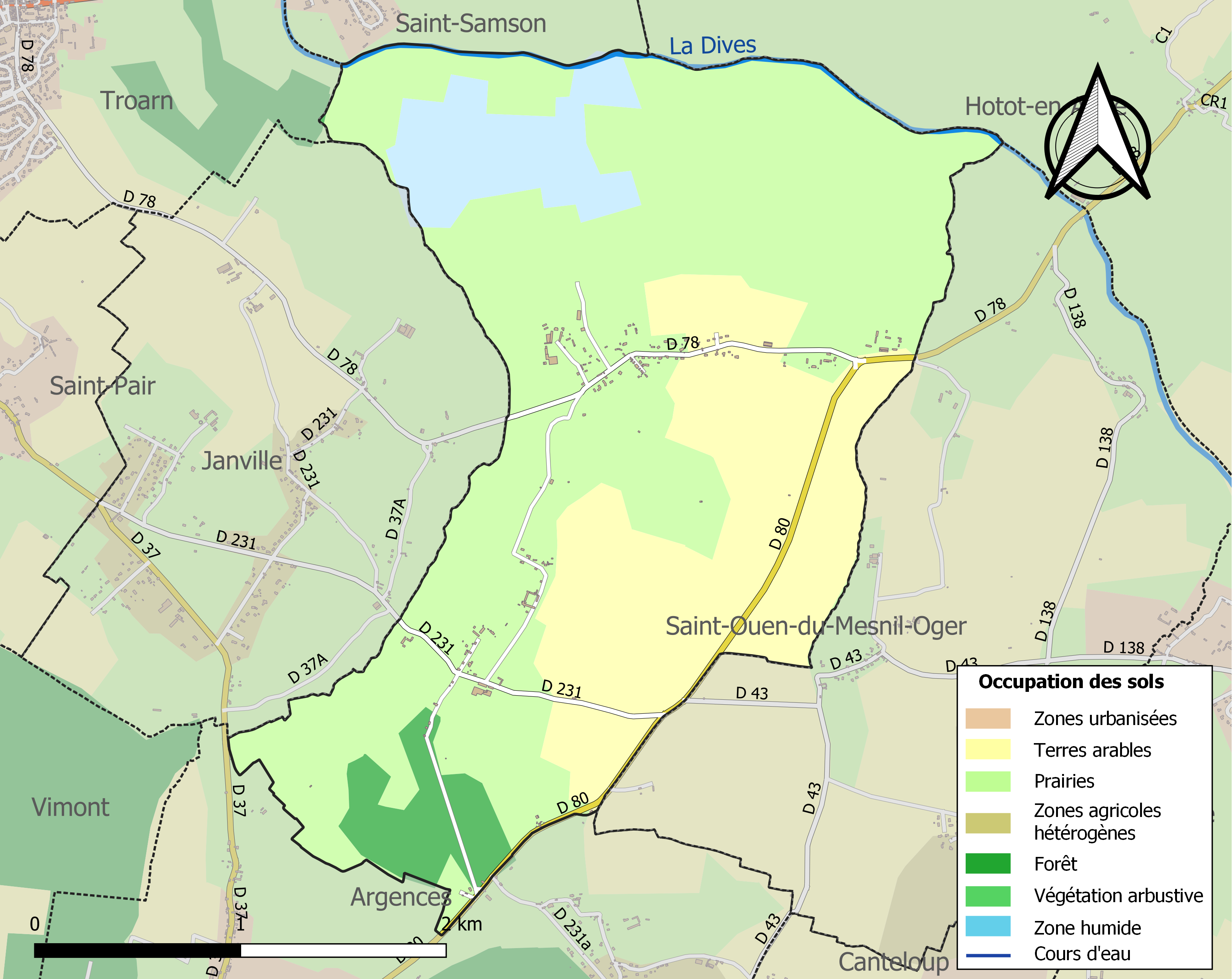
Carte des infrastructures et de l'occupation des sols de la commune en 2018 (CLC).

## Toponymie
L'hagiotoponyme de la localité est attesté sous les formes Saint Pierre du Joncquet, Saint Pierre du Jonquay et Saint Pierre du Jonqué en 1297; Saint Pierre de Jonqué en 1710 (carte de de Fer).
Son église est dédiée à l'apôtre Pierre.
Un hameau de la localité est attesté sous la forme le Joncquet en 1297.
De l'oïl jonquet « jonc », qui a dû signifier « ensemble de joncs ».

## Histoire
En 1833, Saint-Pierre-du-Jonquet (94 habitants en 1831) absorbe Rupierre (102 habitants), au sud de son territoire.

## Politique et administration
| Période                                  | Période   | Identité         | Étiquette | Qualité                                             |
| ---------------------------------------- | --------- | ---------------- | --------- | --------------------------------------------------- |
| 1977                                     | juin 1995 | Jean Leu         | DVD       | -                                                   |
| juin 1995                                | mars 2008 | Annie Leu        | SE        | Directrice d'école (retraitée), épouse du précédent |
| mars 2008                                | En cours  | Didier Lemonnier | SE        | Retraité                                            |
| Les données manquantes sont à compléter. |           |                  |           |                                                     |

## Démographie
L'évolution du nombre d'habitants est connue à travers les recensements de la population effectués dans la commune depuis 1793. Pour les communes de moins de 10 000 habitants, une enquête de recensement portant sur toute la population est réalisée tous les cinq ans, les populations de référence des années intermédiaires étant quant à elles estimées par interpolation ou extrapolation. Pour la commune, le premier recensement exhaustif entrant dans le cadre du nouveau dispositif a été réalisé en 2005.
En 2022, la commune comptait 291 habitants, en évolution de +25,43 % par rapport à 2016 (Calvados : +1,58 %, France hors Mayotte : +2,11 %).
Saint-Pierre-du-Jonquet a compté jusqu'à 186 habitants en 1856, mais les deux communes de Saint-Pierre-du-Jonquet et Rupierre totalisaient 198 habitants en 1806 (92 pour Saint-Pierre, 106 pour Rupierre),.
| 1793 | 1800 | 1806 | 1821 | 1831 | 1841 | 1846 | 1851 | 1856 |
| ---- | ---- | ---- | ---- | ---- | ---- | ---- | ---- | ---- |
| 113  | 102  | 92   | 100  | 94   | 158  | 157  | 169  | 186  |

| 1861 | 1866 | 1872 | 1876 | 1881 | 1886 | 1891 | 1896 | 1901 |
| ---- | ---- | ---- | ---- | ---- | ---- | ---- | ---- | ---- |
| 164  | 154  | 147  | 155  | 133  | 142  | 129  | 131  | 141  |

| 1906 | 1911 | 1921 | 1926 | 1931 | 1936 | 1946 | 1954 | 1962 |
| ---- | ---- | ---- | ---- | ---- | ---- | ---- | ---- | ---- |
| 121  | 119  | 106  | 114  | 125  | 126  | 120  | 151  | 133  |

| 1968 | 1975 | 1982 | 1990 | 1999 | 2005 | 2006 | 2010 | 2015 |
| ---- | ---- | ---- | ---- | ---- | ---- | ---- | ---- | ---- |
| 143  | 138  | 143  | 146  | 155  | 170  | 174  | 210  | 226  |

| 2020 | 2022 | - | - | - | - | - | - | - |
| ---- | ---- | - | - | - | - | - | - | - |
| 273  | 291  | - | - | - | - | - | - | - |

## Lieux et monuments
- L'église Saint-Pierre construite en 1757 inscrite au titre des Monuments historiques depuis le 12 décembre 1996[28].
- Le château de Saint-Pierre-du-Jonquet a été construit vers 1750 pour l'armateur honfleurais Leroi-Beaulieu. Il a conservé l'intégralité de ses dispositions intérieures et son décor du milieu du XVIIIe siècle : cheminées, lambris, dallages, plafonds. La salle de billard fut réaménagée en 1818 avec un papier peint de la manufacture Dufour, représentant les Fêtes de la Grèce et Jeux olympiques. Le château en totalité, la cour d'honneur et ses murs de clôture, ainsi que le jardin, ses fossés et ses murs de clôture, sont classés au titre des Monuments historiques depuis le 12 décembre 1996[29].

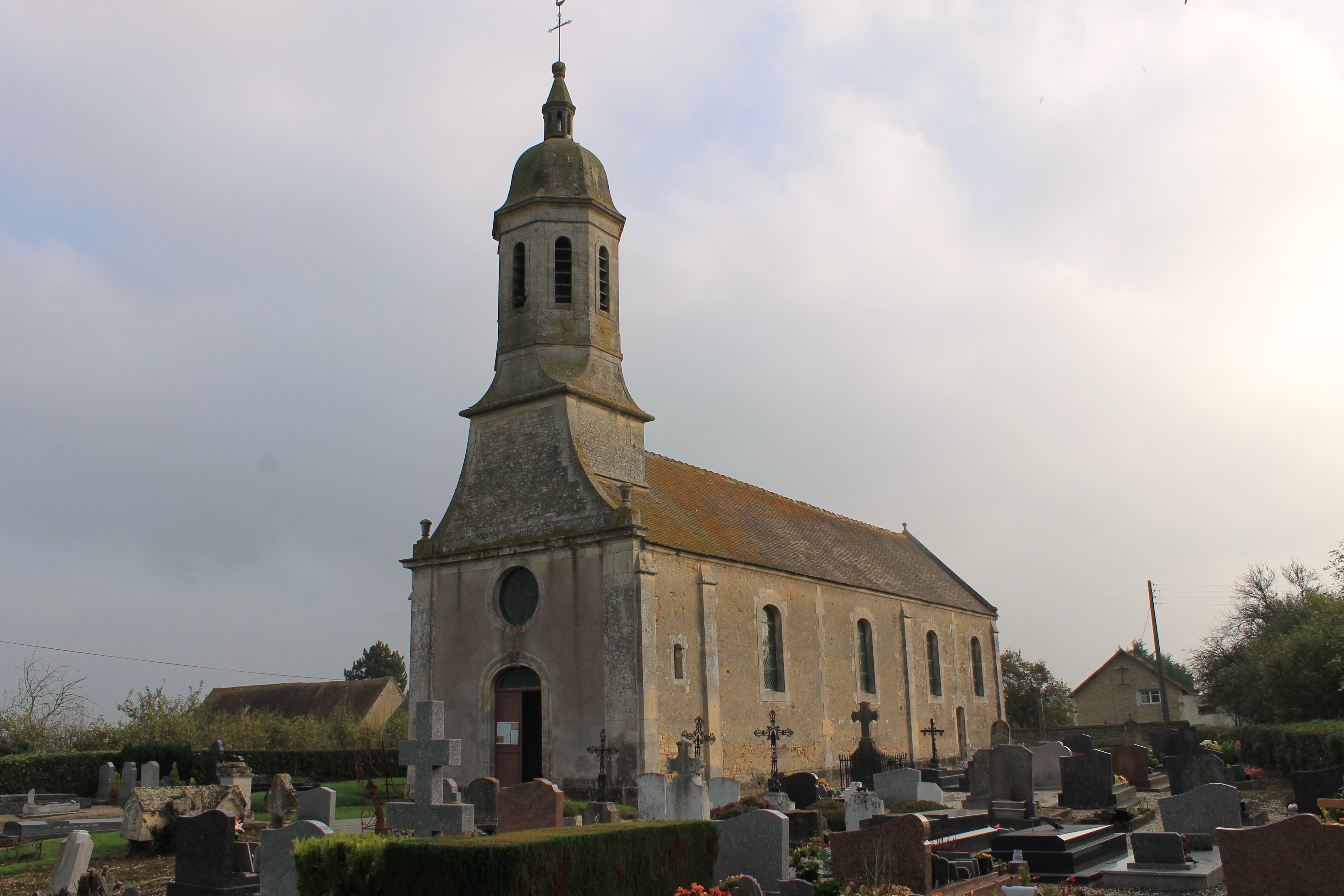
L'église Saint-Pierre.
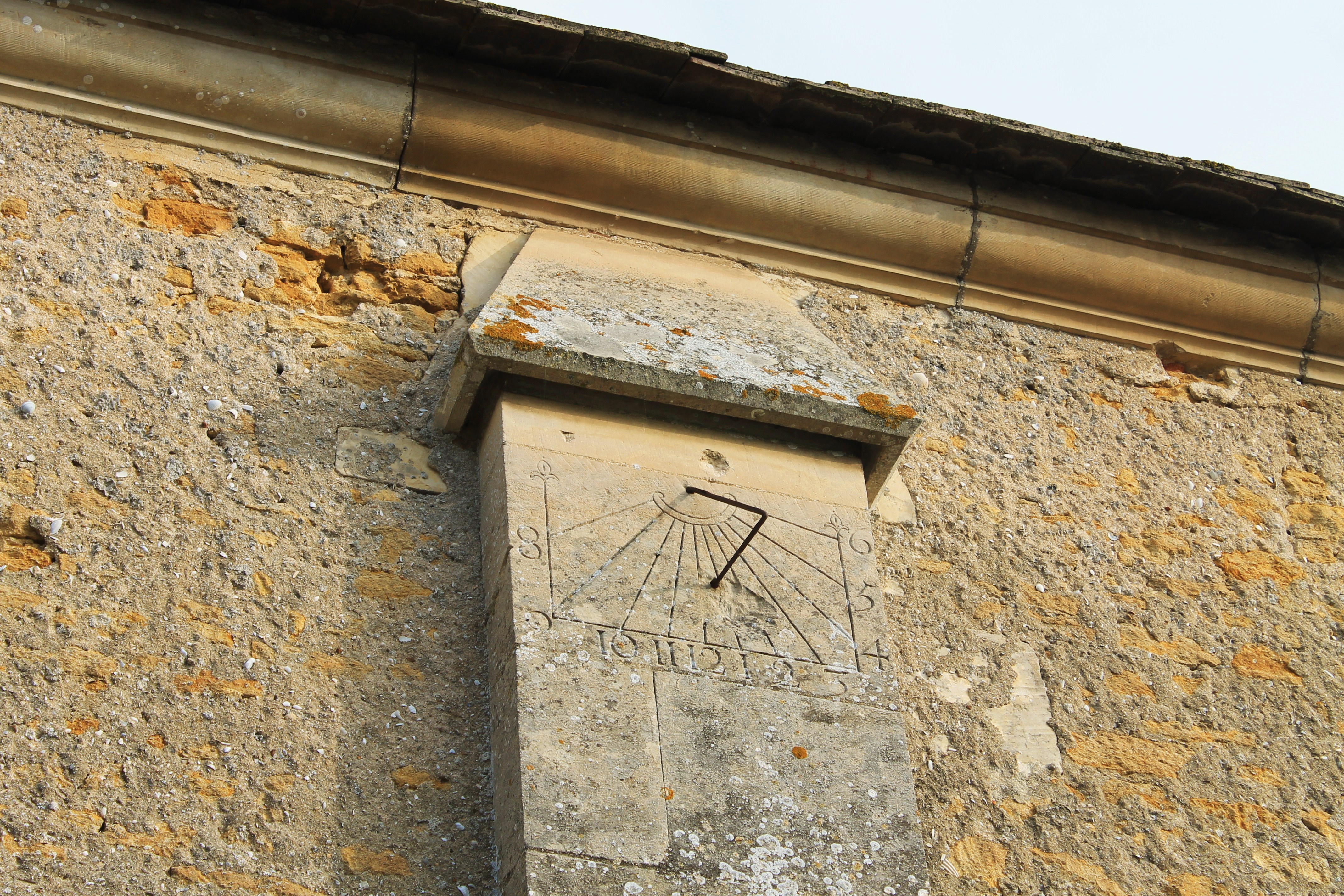
Cadran solaire sur la façade sud de l'église.
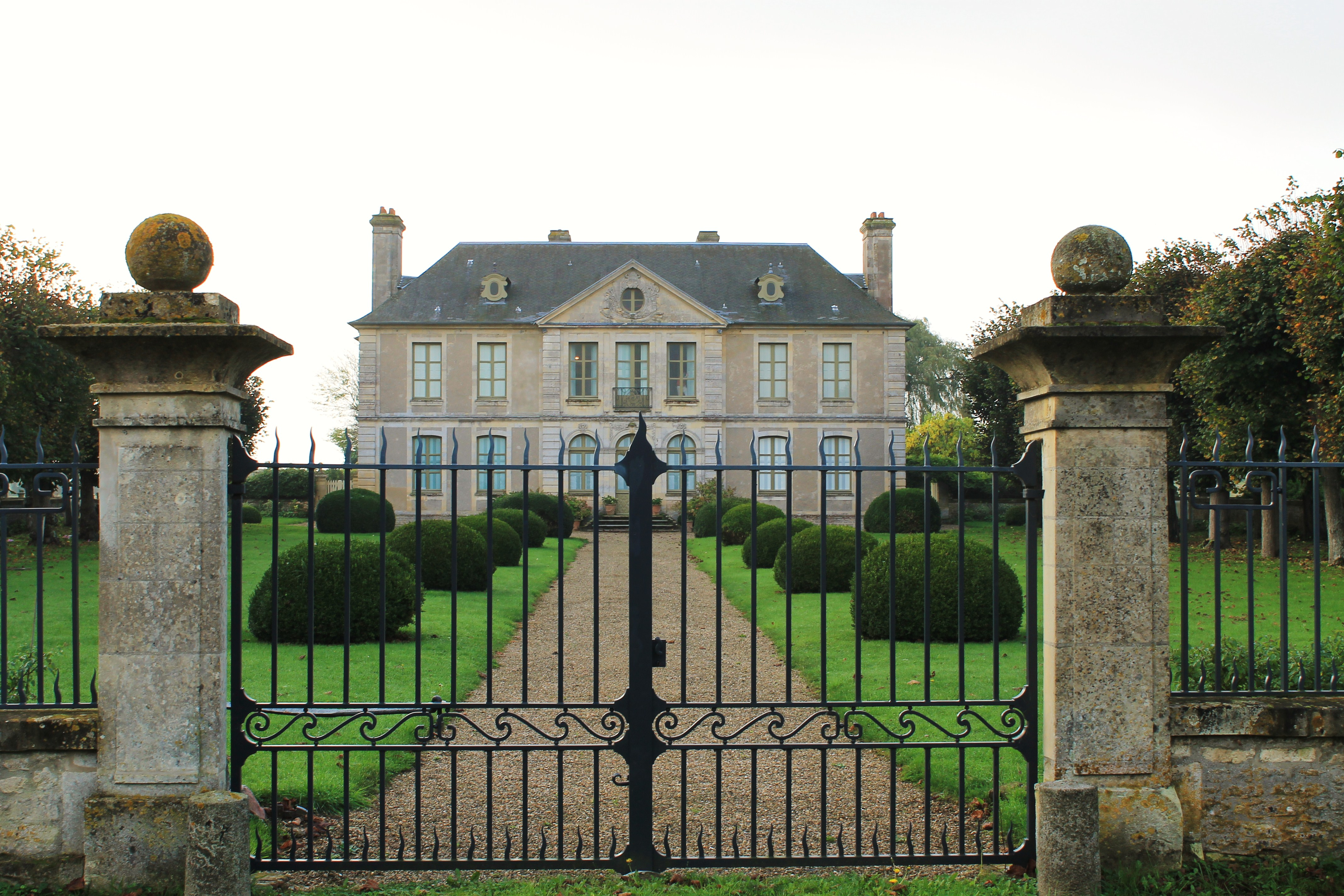
Le château.

## Personnalités liées à la commune
- Désiré Desloges (1828-1899 à Saint-Pierre-du-Jonquet), homme politique.